# Сборная Сербии по теннису в Кубке Билли Джин Кинг
Сборная Сербии по теннису в Кубке Федерации — официальный представитель Сербии в Кубке Федерации. Руководящий состав сборной определяется Сербской Теннисной Федерацией.
Капитаном команды является Татьяна Есменица (занимает этот пост с 2015 года).
В настоящее время команда участвует в турнире второй Мировой группы.
Национальные цвета — красный верх и белый низ.

## История выступлений
Сборная Сербии в Кубке Федерации в нынешнем виде дебютировала в турнире в 1995 году. Из этого 21 года 3 команда находилась в Мировой группе (последний вылет состоялся в 2013 году, последнее возвращение — в 2011). За это время сыграна 71 матчевая встреч (44 победы).

## Рекордсмены команды
| Максимальное общее число побед               | 34-14 | Елена Янкович                            |
| Максимальное число побед в одиночных матчах  | 27-9  | Елена Янкович                            |
| Максимальное число побед в парных матчах     | 15-5  | Сабрина Голеш                            |
| Максимальное число побед в парных матчах     | 15-11 | Драгана Зарич                            |
| Лучшая пара                                  | 6-0   | Драгана Зарич / Катарина Даскович        |
| Лучшая пара                                  | 6-3   | Сабрина Голеш / Рената Сасак             |
| Наибольшее число участий в матчевых встречах | 37    | Драгана Зарич                            |
| Наибольшее число лет в турнире               | 11    | Драгана Зарич Елена Янкович Мима Яушовец |

## Последние 3 матча сборной
| Год  | Стадия                       | Место (покрытие)           | Соперник | Участвовавшие игроки                         | Счёт |
| ---- | ---------------------------- | -------------------------- | -------- | -------------------------------------------- | ---- |
| 2015 | Плей-офф мировой группы II   | Нови-Сад, Сербия, хард(i)  | Парагвай | Александра Крунич Ана Иванович Ивана Йорович | 4-1  |
| 2015 | Группа I. Зона Европа/Африка | Будапешт, Венгрия, хард(i) | Хорватия | Ивана Йорович Александра Крунич              | 2-0  |
| 2015 | Группа I. Зона Европа/Африка | Будапешт, Венгрия, хард(i) | Венгрия  | Ивана Йорович Александра Крунич              | 2-1  |

## Финалы (1)
| №  | Год  | Место (покрытие)      | Состав в финале            | Соперник в финале | Счёт |
| 1. | 2012 | Прага, Чехия, хард(i) | Ана Иванович Елена Янкович | Чехия             | 1-3  |